# Лакич, Йовица
Йовица Лакич (серб. Јовица Лакић; 4 сентября 1974, Кикинда, Югославия) — югославский футболист.

## Биография
Начинал карьеру в 1996 году в клубе ОФК Кикинда. Через 2 года перебрался в «Белград». С 1999 по 2000 год выступал за «Милиционар». Далее играл за «Обилич». 7 августа 2001 года в последний день дозаявок перебрался в российский клуб «Торпедо» Москва, за который единственный матч провёл 16 сентября в домашнем матче 24-го тура против новороссийского «Черноморца», выйдя на замену на 89-й минуте встречи вместо Константина Зырянова. В 2002 году на правах аренды перешёл в «Торпедо-ЗИЛ», за который в чемпионате России провёл 15 матчей, забитыми мячами не отметившись. В 2003 году вернулся в ОФК. Завершил карьеру в 2004 году в клубе «Младост» Апатин.